# The Legend of Zelda: A Link to the Past & Four Swords
The Legend of Zelda: A Link to the Past & Four Swords, chamado no Japão de The Legend of Zelda: Triforce of the Gods & Four Swords (ゼルダの伝説 神々のトライフォース&4つの剣, Zeruda no Densetsu: Kamigami no Toraifōsu ando Yotsu no Tsurugi) é uma coletânea com dois jogos desenvolvidos pela Nintendo R&D2 e Capcom e publicado pela Nintendo para o Gameboy Advance. O jogo foi lançado em 2002 nas Américas e no resto do mundo em 2003.
O jogo contem um porte de The Legend Of Zelda: A Link To The Past, lançado para o Super Nintendo, adaptado para os controles do GBA, e um novo jogo focado no multiplayer sendo o Four Swords.
Em 2011, o título foi refeito em uma edição especial comemorativa dos 25 anos da série intitulada The Legend of Zelda: Four Swords Anniversary Edition para DSiWare (Nintendo DSi e 3DS), que incluía um modo inédito para um jogador e foi disponibilizada gratuitamente. Já a versão de GBA do A link to the past nunca foi portado para nenhuma plataforma.

## Jogabilidade

### A Link To The Past
O jogo segue a mesma jogabilidade da sua versão lançada no Super Nintendo, suas maiores diferenças estão na localização do jogo, controle, voz, e inimigos. Sobre a localização e os Inimigos, sendo mais fiel a versão Japonesa do jogo (como a remoção da referencia "Zelda is your...." feita pelo tio de Link, presente na versão americana do jogo) e para manter a consistência da serie, alguns personagens tiveram seus nomes alterados (como os Setes Reis magos, que nessa versão, teve seu nome alterado para Sete Sábios),
Já sobre os controles, devido a falta de alguns botões presente no Super Nintendo no GBA, o jogo sofreu algumas alterações nos controles para se adaptar ao portátil,
- O Botão R (do GBA) executa a mesma ação do Botão A (do SNES);
- O Botão A (do GBA) executa a mesma ação do Botão Y (do SNES);

Já sobre a voz, a voz do link foi alterada para a voz do Link Criança, presente nos Jogos The Legend Of Zelda: Ocarina Of Time e The Legend Of Zelda: Majoras Mask.

### The Four Swords
Sendo o primeiro Zelda a ser focado no modo Multiplayer, a jogabilidade do jogo e a mesma presente no A link to the past dessa mesma coletânea. Os jogadores devem se unir para explorarem as masmorras presentes no jogo (tendo 3 andares), com vários quebra cabeças dentro delas, servem para incentivarem os jogadores se unirem e se ajudarem durante a exploração do jogo. Os Links dos jogadores se diferenciam apenas em suas cores, sendo definidas pela ordem que o primeiro jogador definir.
Ao final de cara masmorras, acontece uma batalha de chefe, derrotando-o, o jogo pode premiar os jogadores de duas maneiras, caso o jogador seja o que tem mais Rupees entre os 4, e caso um dos jogadores sejam o primeiro a alcançar a Heart Piece ganha ela (as Heart Piece são encontradas no final de cada andar da masmorra), por isso, as corações de vidas de cada personagem são individuais. Um item chamado "Gnat Hat", faz com que o jogador tenha seu tamanho diminuído, sendo capaz de chegar em áreas onde não pode ser explorado. Devido a limitação do console, os jogadores só podem segurar um item a qualquer momento, podendo alterar esse item se encostar em um pedestal de item. Diferente dos jogos da franquia, as masmorras são completamente aleatórias, para incentivar o multiplayer e a cooperação entre os jogadores.
Criar um arquivo de salvamento no cartucho faz com que o jogador tenha um perfil compartilhado entre os jogos A link to the Past e Four Swords, com isso, algumas características são compartilhada entre si, desde movimentos novos para espadas, ate para masmorras novas (acontecendo somente após completar o Four Swords).

## Historia

### A Link To The Past
A historia presente na coleção segue a mesma presente na versão original do jogo.

### The Four Swords
O prólogo mostra Link e Zelda se aproximando de uma espada em um pedestal, chamada de "Four Swords". Depois que Zelda explica sua história e a criatura selada dentro dela, um inimigo chamado Vaati se liberta, capturando Zelda para se casar com ela. Link é encontrado por três fadas que instruem Link a puxar a Four Swords para fora do pedestal. Link puxa a espada para fora, e com isso acaba criando três cópias de si mesmo que lutam ao seu lado. Quando o jogo começa, os quatro Links são encarregados de encontrar as três Grandes Fadas, que juntas lhes concederão acesso ao "Vaati's Palace". Depois de encontrar as três Grandes Fadas e entrar no palácio, os Links lutam contra Vaati. Depois que Vaati está completamente enfraquecido, ele fica preso nas Four Swords. Zelda e Link retornam a espada de volta em seu pedestal.

## Linha do Tempo
Na cronologia oficial da franquia, o jogo se passa antes dos acontecimentos de The Legend Of Zelda: Ocarina Of Time, e depois dos acontecimentos de The Legend Of Zelda: The Minish Cap.
O que chama atenção é por cronologicamente ser antes de Minish Cap, o Vaati (vilão em ambos os jogos) não referencia nenhum acontecimento presente no Minish Cap. Isso é explicado em Hyrule Historia, onde fala que Vaati perdeu suas memorias memorias da epoca do Minish Cap e percebendo sua capacidade de manipular o vento, se auto denomina o "Mago do Vento" e assume a direção do "Palace of Winds".
Já o que é dito no jogo Vaati no passado sequestrava belas donzelas e levava para seu palácio ate a chegada de um herói que usava a "Four Swords" e derrotou o Vaati, aprisionando ele (Vaati) no "Four Swords Sanctuary". Porem, conforme o tempo foi passando, o selo presente no santuário se enfraqueceu e com isso, Vaati conseguiu se libertar, para comemorar isso, ele decide sequestrar a Princesa Zelda e levou ela para seu Palácio, o que começa os eventos do jogo.

## Versão de DSiWare
Em 28 de Setembro de 2011, o jogo foi relançado para o Nintendo DSi e Nintendo 3DS (via o DSiWare), sob o nome The Legend Of Zelda Four Swords Anniversary Edition. Foi distribuido gratuitamente entre os dia 30 de Janeiro e 2 de Fevereiro de 2014 na America do Norte, como forma de comemoração ao lançamento de The Legend Of Zelda: A Link Between Worlds.
O jogo sofreu algumas alterações gráficas e sonoras, quase um polimento em comparação com a versão original, focando principalmente nas musicas, mapa do jogo e na tela de titulo, se parecendo mais com a tela do seu sucessor The Legend Of Zelda: Four Swords Adventure.
Um modo para Um jogador foi introduzido ao jogo, sendo o modo presente no Four Swords Adventure, nesse modo, o jogador controla o Link Verde e o outro Link (que pode ter sua cor selecionada) seguira sempre o primeiro Link, mas tendo seu controle em oposição ao Link do jogador, (ex: Link Verde vai para a esquerda, Link vermelho vai para a direita, pois o seu controle é opositor ao Link verde) apesar de poder controlar o outro Link a hora que quiser apertando o botão L ou R e pode reunir os outros Links apertando o botão X. Os mapas do jogo foram alterados para se adaptarem a jogabilidade para Um jogador.
Já o modo Multiplayer esta sim disponível pelo DS Wireless Communications, substituindo os cabo GameLink que tinham na versão de GBA. Contudo, o jogo não tinha um modo multiplayer online, ou seja, apesar de usar o DS Wireless Communications, basicamente era um modo Download Play, presente no Nintendo 3DS.
A principal diferença foi a NÂO introdução da versão de GBA de The Legend Of Zelda: A Link To The Past. Com isso, houve uma alteração grande na forma de se conseguir alguns itens no jogo:
- As duas novas masmorras presentes no jogo são "The Realm of Memories" e "The Hero's Trial", e completando elas, darão acesso a "Master Sword" e a "Hurrincane Spin" respectivamente.
- A "Medal of Courage" é exclusiva da versão Multiplayer do Jogo.
- O Link pode ser nomeado nessa versão, isso porque não tem a conexão que tinha nos outros jogos

## Anuncio
O jogo foi revelado pela primeira vez na E3 2002 pelo  Shigeru Miyamoto, que demonstrou o modo multiplayer junto com Yoshiki Okamoto da Capcom, Kaneto Shiozawa da Namco Bandai (antiga Namco) e Toshihiro Nagoshi da extinta Amusement Vision, sendo chamado  provisoriamente de The Legend of Zelda GBA. Nos prêmios Best of E3 da IGN para o Game Boy Advance, eles o nomearam o vice-campeão para o "Best of Show" abaixo de Metroid Fusion, chamando-o de "próximo de vencer", mas finalmente deram o prêmio para Fusion devido ao fato do jogo não ser um remake. Porem, venceu o premio de Maior Surpresa, citando seu modo multiplayer, chamando-o de uma "adição brilhante" e "vale bem o preço de quatro cartuchos de Legend of Zelda".  Em janeiro de 2003, o jogo foi exibido na Osaka World Hobby Convention, e ganhou o nome que virou definitivo para o jogo, The Legend of Zelda: A Link to the Past & Four Swords.
Foi inicialmente lançado na América do Norte em 3 de dezembro de 2002, enquanto foi lançado no ano seguinte no Japão e na Europa, em 14 e 28 de março, respectivamente. Shigeru Miyamoto fez uma aparição pública na Europa em fevereiro de 2003, na qual assinou produtos da Nintendo e deu dez cópias assinadas de A Link to the Past & Four Swords um mês antes de ser lançado no Reino Unido. Após o lançamento japonês, a Nintendo exibiu o jogo no TKU 15th Day da TV Kumamoto (第15回TKUの日, Dai Juugoe TKU no Hi), um evento anual organizado pela estação de televisão japonesa na província de Kumamoto. Em 2006, foi relançado na segunda série de títulos Player's Choice da Nintendo a um preço reduzido (US$ 19,99).
O Four Swords Anniversary Edition foi uma comemoração ao aniversario de 25 anos da Franquia, na epoca a Nintendo anunciou que cada console dela (Wii, DS e 3DS) receberia pelo menos um Zelda Main-line como comemoração, em setembro de 2011 o jogo teve o anuncio da data de lançamento para 28 de Setembro de 2011 de graça por tempo limitado

## Legado
O jogo tem um legado duradouro na franquia Zelda:
- Foi o Primeiro Zelda a ter modo Multiplayer na franquia;[24]
- Foi o Primeiro Zelda a ter uma Masmorra nas Nuvens;[25]
- Ele (na versão original), junto com The Legend Of Zelda: Four Swords Adventure e The Legend Of Zelda: Breath Of The Wild e The Legend Of Zelda: Tears Of The Kingdom, não é possível dar nome ao personagem, mantendo seu nome original (Link);
- A mecânica Gnat Hat foi usada de inspiração para a mecânica principal de Minish Cap, o Chapeu falante Ezlo
- Foi o ultimo jogo a ter uma continuação direta (Four Swords Adventure) ate a chegada de The Legend Of Zelda: A Link Between Worlds;
- O modo multiplayer foi usado de inspiração para o The Legend Of Zelda: TriForce Heroes;

## Recepção e Vendas
O jogo foi muito bem recebido pela critica, tendo uma media de 95 na Metacritic e recebendo o selo Metacritic Must-Play. A IGN deu nota  9.7/10, elogiando principalmente os quebra cabeça presente nas masmorras de ambos os jogos e ainda exaltaram o Super Nintendo como o melhor videogame 2D de todos os tempos A GameSpot de nota 9.2 para o jogo exaltando que os jogadores que comprarem o jogo receberam "um dos maiores jogos da era 16bits ja lançados e uma experiencia Multiplayer emocionante e rejogavel"
A versão lançada para Nintendo DSi e Nintendo 3DS recebeu uma media de 85 no Metacritic e a IGN deu nota 9/10 pro jogo dizendo que "as barreiras dos custos de ter o jogo foram destruídas", a Nintendo Blast deu nota 8.5/10 criticando principalmente o modo multiplayer não ser online.
Já sobre as Vendas, o jogo foi o nono jogo mais vendido do console e o Zelda mais vendido pro GBA, com 2.82 milhões de copias, e apesar de impressionante, ficou atras dos portes feitos pela Nintendo de jogos do próprio SNES como Super Mario World e Super Mario World 2: Yoshi's Islands. Já a versão Anniversary Edition nunca teve seus números de vendas divulgadas.